# Buulder Aa
De Buulder Aa is een riviertje in de Nederlandse provincie Noord-Brabant.

## Loop
Het brongebied bevindt zich ten oosten van de Belgische plaats Hamont. Tot de bovenloop behoren de Erk of Kranjesbeek en de Kattenkuilbeek. De beek stroomt in noordelijke richting en overschrijdt de Belgisch-Nederlandse grens nabij de buurtschap Toom, die zich ten westen van Budel bevindt. De beek stroomt verder tussen Budel en Gastel en buigt af in noordoostelijke richting. Ze stroomt ten oosten van Soerendonk en langs Kasteel Cranendonck. Bij de brug in de weg van Maarheeze naar Soerendonk neemt zij de gekanaliseerde Boschloop op. Iets verderop bevindt zich een waterzuiveringsinstallatie die haar effluent op de Buulder Aa loost. De Buulder Aa buigt dan af in noordwestelijke richting om ten zuidoosten van Leende uit te monden in de Strijper Aa, waarna beide riviertjes gezamenlijk als Groote Aa hun weg vervolgen.
Het natuurlijk debiet van het riviertje bedraagt 0,25 - 0,5 m3/sec.

## Natuurgebieden
Langs het beekje bevinden zich, in stroomafwaartse richting, een aantal natuurgebieden, en wel:
- Asbroek, met visvijvers
- Burgskens
- Buulderbroek
- Cranendonckse Bos met Kasteel Cranendonck
- Dalen
- Aasdonken
- Ulkedonken
- Renheide
- Meneeuwsels
- Heerenbeemden

## Beekherstel
Vanaf 2012 wordt beekherstel uitgevoerd in de middenloop van de Buulder Aa, vanaf de zuiveringsinstallatie tot nabij Renheide. Hier wordt de loop weer meanderend gemaakt en wordt de passeermogelijkheid van de stuwen voor vis hersteld. Ook wordt een waterbergingsgebied ingericht.